# Paectes fovifera
Paectes fovifera là một loài bướm đêm trong họ Noctuidae.